# NGC 4643
NGC 4643 est une galaxie lenticulaire située dans la constellation de la Vierge. Sa vitesse par rapport au fond diffus cosmologique est de 1 671 ± 24 km/s, ce qui correspond à une distance de Hubble de 24,6 ± 1,8 Mpc (∼80,2 millions d'al). NGC 4643 a été découverte par l'astronome germano-britannique William Herschel en 1784.
NGC 4643 présente une large raie HI. C'est aussi une galaxie LINER, c'est-à-dire une galaxie dont le noyau présente un spectre d'émission caractérisé par de larges raies d'atomes faiblement ionisés.
Selon une étude publiée en 2002, NGC 4643 une galaxie anémique en raison de son faible taux de formation d'étoiles.
À ce jour, une mesure non basée sur le décalage vers le rouge (redshift) donne une distance d'environ 25,700 Mpc (∼83,8 millions d'al). Cette valeur est à l'intérieur des valeurs de la distance de Hubble. Notons que c'est avec la valeur moyenne des mesures indépendantes, lorsqu'elles existent, que la base de données NASA/IPAC calcule le diamètre d'une galaxie.

## Morphologie

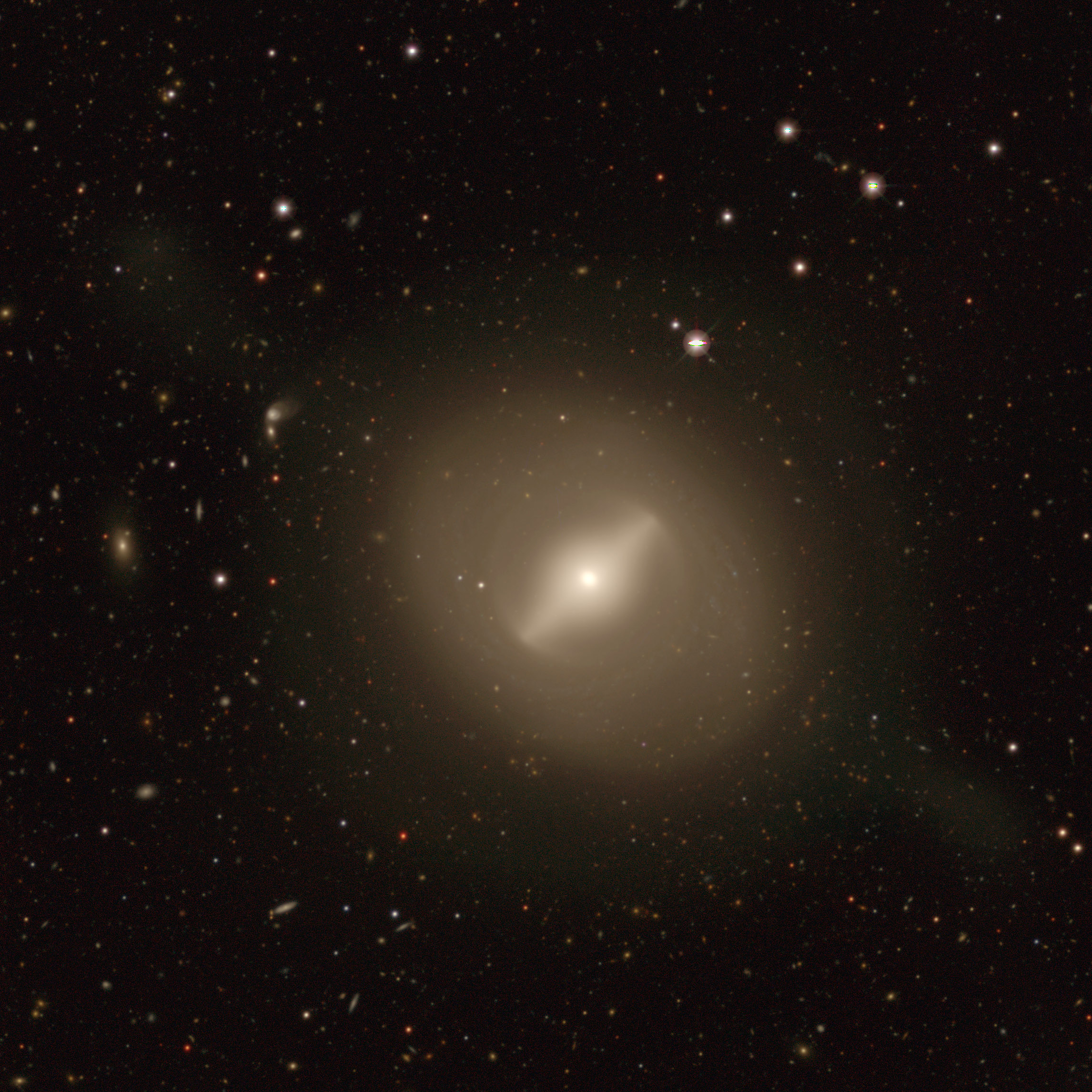
NGC 4643 par le projet « Legacy Surveys DR10 ».

NGC 4643 a été utilisée par Gérard de Vaucouleurs comme une galaxie de type morphologique SB(rl)0/a dans son atlas des galaxies,.
Eskridge, Frogel et Pogge ont publié un article en 2002 décrivant la morphologie de 205 galaxies spirales ou lenticulaires rapprochées. Les observations ont été réalisées dans la bande H de l'infrarouge et dans la bande B (le bleu). Selon Eskridge et ses collègues, NGC 4643 est de type SB(r)0/a dans la bande B et SB0 dans la bande H. Le bulbe de NGC 4643 est brillant et elliptique. Il est traversé le long de son grand axe par une longue barre proéminente. Le système bulbe/barre est intégré dans un disque de faible luminosité qui ne présente aucune caractéristique.

## Trou noir supermassif
Selon une étude basée sur les mesures de luminosité de la bande K de l'infrarouge proche du bulbe de NGC 4643, on obtient une valeur de 108,4 {\displaystyle M_{\odot }} (250 millions de masses solaires) pour le trou noir supermassif qui s'y trouve.

## Groupe de NGC 4753, de M60 et l'amas de la Vierge
NGC 4643 est membre du groupe de NGC 4753 qui comprend au moins 15 galaxies. Les autres galaxies du groupe sont NGC 4713, NGC 4753, NGC 4771, NGC 4808, NGC 4845, NGC 4900, NGC 4904, UGC 7824, UGC 7982, UGC 8041, UGC 8048, UGC 8074, UGC 8105 et UGC 8127.
D'autre part, sept galaxies du groupe de NGC 4753 (NGC 4643, NGC 4713, NGC 4771, NGC 4808 et NGC 4845 et NGC 4900) apparaissent aussi dans une liste de 227 galaxies d'un article publié par Abraham Mahtessian en 1998. La liste de Mahtessian comporte plus de 200 galaxies du New General Catalogue et une quinzaine de galaxies de l'Index Catalogue. On retrouve dans cette liste 11 galaxies du Catalogue de Messier, soit M49, M58, M60, M61, M84, M85, M87, M88, M91, M99 et M100.
Toutes les galaxies de la liste de Mahtessian ne constituent pas réellement un groupe de galaxies. Ce sont plutôt plusieurs groupes de galaxies qui font tous partie d'un amas galactique, l'amas de la Vierge. Pour éviter la confusion avec l'amas de la Vierge, on peut donner le nom de groupe de M60 à cet ensemble de galaxies, car c'est l'une des plus brillantes de la liste. L'amas de la Vierge est en effet beaucoup plus vaste et compterait environ 1300 galaxies, et possiblement plus de 2000, situées au cœur du superamas de la Vierge, dont fait partie le Groupe local,.
De nombreuses galaxies de la liste de Mahtessian se retrouvent dans onze groupes décrits dans l'article d'A.M. Garcia, soit le groupe de NGC 4123 (7 galaxies), le groupe de NGC 4261 (13 galaxies), le groupe de NGC 4235 (29 galaxies), le groupe de M88 (13 galaxies, M88 = NGC 4501), le groupe de NGC 4461 (9 galaxies), le groupe de M61 (32 galaxies, M61 = NGC 4303), le groupe de NGC 4442 (13 galaxies), le groupe de M87 (96 galaxies, M87 = NGC 4486), le groupe de M49 (127 galaxies, M49 = NGC 4472), le groupe de NGC 4535 (14 galaxies) et le groupe de NGC 4753 (15 galaxies). Ces onze groupes font partie de l'amas de la Vierge et ils renferment 396 galaxies. Certaines galaxies de la liste de Mahtessian ne figurent cependant dans aucun des groupes de Garcia et vice versa.